# Obywatel Milk

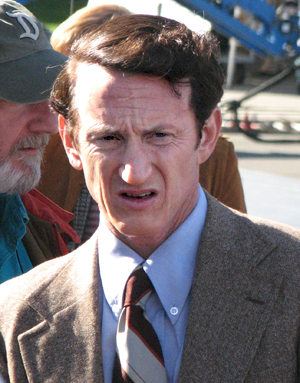
Sean Penn jako Harvey Milk na planie filmu (2008)

Obywatel Milk (ang. Milk) – amerykański dramat biograficzny z 2008 roku w reżyserii Gusa Van Santa. Film opowiada historię amerykańskiego działacza społecznego na rzecz równouprawnienia gejów i lesbijek oraz polityka Harveya Milka. Premiera filmu miała miejsce 26 listopada 2008 roku na dzień przed 30. rocznicą zamordowania Milka.
Sean Penn za swoją rolę otrzymał Oscara dla najlepszego aktora pierwszoplanowego i Złoty Glob dla najlepszego aktora w filmie dramatycznym oraz nominacje do Independent Spirit Awards, nagród Satelita i nagród Gildii Aktorów Filmowych.
Film zdobył również Oscara za najlepszy scenariusz oryginalny.

## Obsada
- Sean Penn jako Harvey Milk
- Emile Hirsch jako Cleve Jones
- James Franco jako Scott Smith
- Josh Brolin jako Dan White
- Victor Garber jako burmistrz George Moscone
- Denis O’Hare jako senator John Briggs
- Diego Luna jako Jack Lira
- Ashlee Temple jako Dianne Feinstein
- Alison Pill jako Anne Kronenberg
- Lucas Grabeel jako Danny Nicoletta
- Stephen Spinella jako Rick Stokes
- Joseph Cross jako Dick Pabich
- Jeff Koons jako Art Agnos

i inni

## Nagrody i nominacje
Oscary za rok 2008
- Najlepszy scenariusz oryginalny – Dustin Lance Black
- Najlepszy aktor – Sean Penn
- Najlepszy film – Dan Jinks, Bruce Cohen (nominacja)
- Najlepsza reżyseria – Gus Van Sant (nominacja)
- Najlepsze kostiumy – Danny Glicker (nominacja)
- Najlepsza muzyka – Danny Elfman (nominacja)
- Najlepszy montaż – Elliot Graham (nominacja)
- Najlepszy aktor drugoplanowy – Josh Brolin (nominacja)

Złote Globy 2008
- Najlepszy aktor dramatyczny – Sean Penn (nominacja)

Nagroda BAFTA 2008
- Najlepszy film – Dan Jinks, Bruce Cohen (nominacja)
- Najlepszy scenariusz oryginalny – Dustin Lance Black (nominacja)
- Najlepsza charakteryzacja – Steven E. Anderson, Michael White (nominacja)
- Najlepszy aktor – Sean Penn (nominacja)

Nagroda Satelita 2008
- Najlepszy dramat (nominacja)
- Najlepsza reżyseria – Gus Van Sant (nominacja)
- Najlepszy scenariusz oryginalny – Dustin Lance Black (nominacja)
- Najlepsza muzyka – Danny Elfman (nominacja)
- Najlepszy aktor dramatyczny – Sean Penn (nominacja)
- Najlepszy aktor drugoplanowy – James Franco (nominacja)